# Indosquilla manihinei
Indosquilla manihinei is een bidsprinkhaankreeftensoort uit de familie van de Indosquillidae. De wetenschappelijke naam van de soort is voor het eerst geldig gepubliceerd in 1971 door Ingle & Merrett.